# Saloinens hembygdsmuseum
Saloinens hembygdsmuseum (finska: Saloisten kotiseutumuseo) är ett hembygdsmuseum med 18 byggnader i Arkkukari sju kilometer söder om Brahestad i Norra Österbotten.
Saloinens hembygds- och museiförening (Saloisten kotiseutu- ja museoyhdistys ry) grundades 1985 och etablerade hembygdsmuseet för Saloinens socken. Museet ingår sedan 1992 i Brahestads museum.

## Byggnader och föremål i urval
- två redskapsbodar, med hästdragna fordon och arbetsmaskiner
- kommunalt spannmålsmagasin från Arkkukari
- smidesverkstad från mitten av 1800-talet
- förråd, med brandbil från 1937
- rökbastu från början av 1900-talet
- loft från en gård i Haapajokivarri från 1700-talet
- Komia väderkvarn, ägd av Tokola gård, från Kuljunmäki, där Rautaruukkis stålverk ligger idag
- yrkesfiskaren Herman Tokolas hyrda bostadshus på 20 kvadratmeter, som 1966 flyttades från Kuljunlahti
- yrkesfiskaren Eera Anttilas fiskarkoja, en bostad sommartid med en golvyta på 3 x 3 meter, byggd på 1800-talet. Den flyttades från Piehinki by 1967.
- Saltbod, som tillhört Brahestads köpmän och legat bredvid Packhuset i Brahestad vid stranden och flyttades 1985.
- Mutala gårds bostadshus, med den äldsta delen från 1791
- Mutala gårds båthus, med halmtak, från 1800-talet
- roddbåt
- spannmålstork